# 陳升 (正統進士)
陳升（1405年—？），字謹順，福建興化府仙游縣人，民籍。明朝政治人物。進士出身。

## 生平
正統三年（1438年）戊午科福建鄉試第二十六名。正統四年（1439年）聯捷己未科會試第十五名，殿試登進士第二甲第八名。

## 家族
曾祖父陳伯吉。祖父陳文叔。父亲陳德新。